# Константини, Анджела
А́нджела Константи́ни (итал. Angela Constantini) — итальянская кёрлингистка.
В составе женской сборной Италии участница четырёх чемпионатов мира (лучший результат — девятое место в 1983) и шести чемпионатов Европы (лучший результат — серебряные призёры в 1982).
Играла в основном на позиции первого.

## Достижения
- Чемпионат Европы по кёрлингу: серебро (1982).

## Команды
| Сезон   | Четвёртый                | Третий              | Второй        | Первый              | Турниры                               |
| ------- | ------------------------ | ------------------- | ------------- | ------------------- | ------------------------------------- |
| 1981—82 | Мария-Грация Константини | Энн Лачеделли       | Теа Вальт     | Анджела Константини | ЧЕ 1981 (10 место) ЧМ 1982 (10 место) |
| 1982—83 | Мария-Грация Константини | Энн Лачеделли       | Нелла Альвера | Анджела Константини | ЧЕ 1982 · ЧМ 1983 (9 место)           |
| 1983—84 | Мария-Грация Константини | Теа Вальт           | Нелла Альвера | Анджела Константини | ЧЕ 1983 (9 место) ЧМ 1984 (10 место)  |
| 1984—85 | Мария-Грация Константини | Теа Вальт           | Нелла Альвера | Анджела Константини | ЧЕ 1984 (4 место) ЧМ 1985 (10 место)  |
| 1985—86 | Мария-Грация Константини | Анджела Константини | Теа Вальт     | Нелла Альвера       | ЧЕ 1985 (8 место)                     |
| 1986—87 | Мария-Грация Константини | Энн Лачеделли       | Теа Вальт     | Анджела Константини | ЧЕ 1986 (6 место)                     |

(скипы выделены полужирным шрифтом)